# Столбнячная палочка
Столбня́чная па́лочка (лат. Clostridium tetani) — грамположительная спорообразующая облигатно анаэробная бактерия рода клостридий, возбудитель столбняка.
Открыта в 1883 г. русским хирургом  Нестором Монастырским (1847—1888) и в 1884 г. немецким медиком Артуром Николайером (нем. Arthur Nicolaier, 1862—1942), выделена в чистую культуру в 1889 г. японским бактериологом Китасато Сибасабуро (яп. 北里 柴三郎, 1852—1931). Токсин отнесён ко II группе патогенности.

## Биологические свойства

### Морфология
Крупная (3—12 × 0,3—0,6 мкм), подвижная (жгутики расположены перетрихиально) палочковидная бактерия. Образует овальные эндоспоры, превышающие диаметр клетки в 2—3 раза, расположенные терминально (характерная морфология типа «барабанных палочек»).

### Культуральные свойства
Хемоорганогетеротроф, облигатный анаэроб. Для культивирования на питательных средах необходимо обеспечивать анаэробные условия, а также очистить исследуемый материал от неспорообразующих анаэробов (применяется метод Дригальского). На плотных питательных средах образуют мелкие прозрачные колонии с неправильными краями, через некоторое время приобретают стеклянный блеск. В жидких питательных средах растёт медленно, наблюдается слабое помутнение и лёгкий слой пылевидного осадка на стенках пробирки. При уколе в толщу плотной питательной среды образует мелкие колонии, похожие на кусочки ваты. Разжижает желатин с газообразованием, не образует индола, быстро восстанавливает нитраты в нитриты. Не ферментирует углеводов, обладает фибринолитической активностью.

### Антигенные свойства
Обладает групповым специфическим O-антигеном и типоспецифическим H-антигеном. По особенностям строения H-антигена выделяют 10 сероваров C. tetani.

## Патогенность для животных
В естественных условиях столбняком болеют лошади и мелкий рогатый скот. Многие животные являются носителями возбудителя столбняка.
Из экспериментальных животных к бациллам столбняка восприимчивы белые мыши, морские свинки, крысы, кролики, хомяки.
Столбняк у животных протекает при явлениях спастических сокращений поперечнополосатой мускулатуры и поражения пирамидальных клеток передних рогов спинного мозга. Первоначально вовлекаются конечности, а затем туловище (восходящий столбняк). Токсин, полученный из фильтрата бульонной культуры, в дозе 0,000005 мл убивает белую мышь весом 20 г. Вызывает столбняк у человека, также патогенен для животных.

## Патогенность для человека

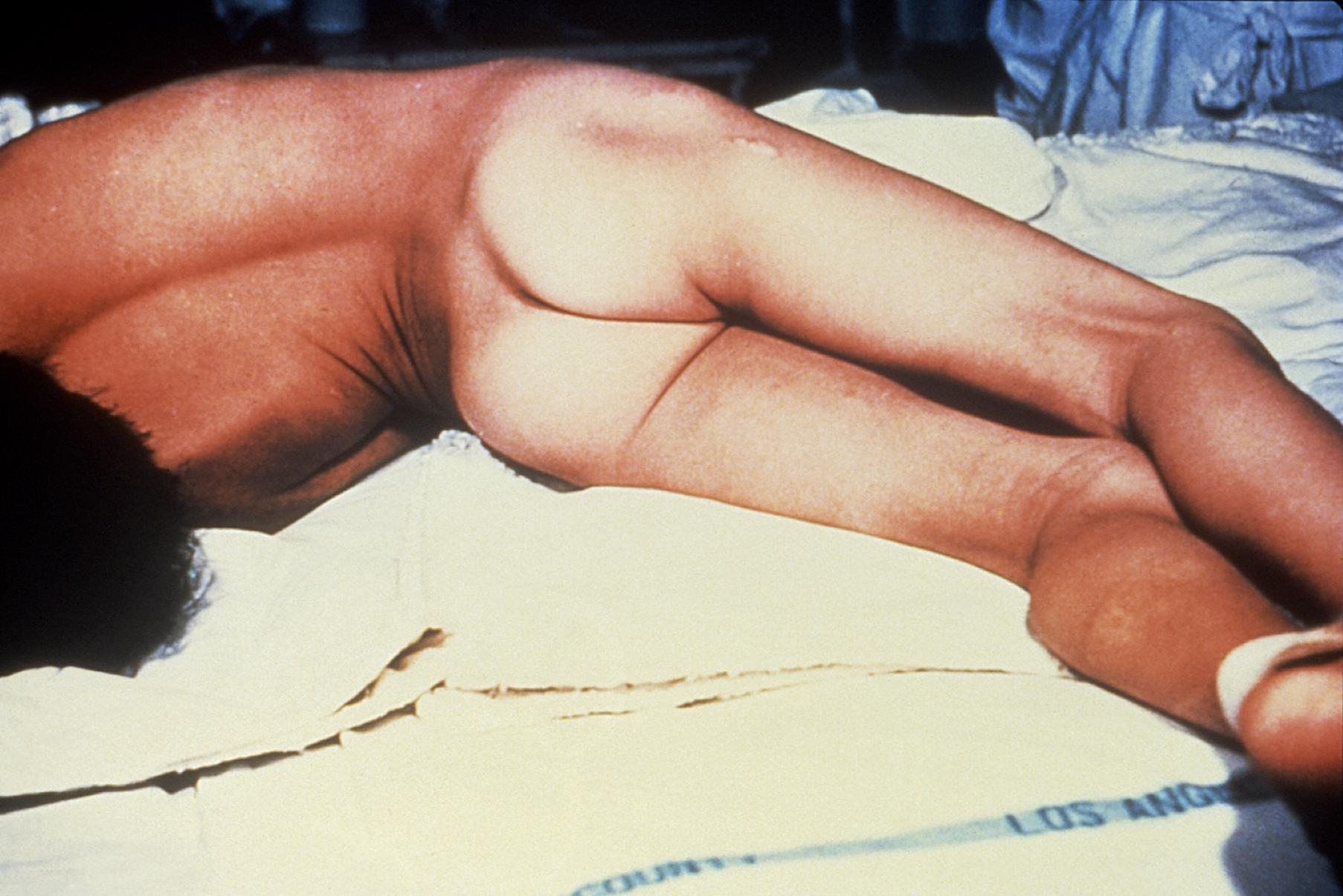
Характерные генерализованные судороги, наблюдаемые при столбняке

Источником заболевания являются животные и человек, которые выделяют клостридий с испражнениями в почву. Споры обнаруживаются в почве 50—80 % исследованных проб, в некоторых почвах (особенно унавоженных) — 100 %.
Clostridium tetani вырабатывает тетаноспазмин, обладающий нейротоксическими свойствами и тетанолизин, обладающий гемолитическими свойствами. Тетаноспазмин действует на периферическую нервную систему и вызывает тонические сокращения поперечнополосатой мускулатуры. Тетанолизин вызывает лизис эритроцитов. Тетаноспазмин нейтрализуется противостолбнячной сывороткой, неустойчив при нагревании, в щелочной среде и под действием солнечных лучей. Не всасывается в пищеварительной системе, относительно безопасен при пероральном приёме. Механизм передачи — контактный. Около 2/3 заболеваний приходится на лиц, занятых в хозяйстве. Больше 50 % из них заболевает в результате ранений лопатой, гвоздём или стерней во время работы на огороде, поле. Патология также характерна как сопутствующая при огнестрельной ране в ходе вооружённых конфликтов.

## Резистентность
Вегетативные формы возбудителя столбняка гибнут при температуре 60—70°C в течение 40 минут и быстро обезвреживаются при применении всех применяемых дезсредств, однако споры обладают большей устойчивостью и выдерживают кипячение 10—90 минут (а споры некоторых штаммов 1—3 часа), 5%-ный раствор фенола вызывает их гибель через 8—10 часов, а 1%-ный раствор формалина — 6 часов. Действие прямого солнечного света споры выдерживают 3—5 суток.

## Применение в медицине и экспериментальной биологии
Концентраты из культуральных сред и очищенные токсины столбнячной палочки применяется в экспериментальной биологии для изучения функционирования моторных нейронов.
Изучается возможность применения генетически измененных (не производящих токсины) штаммов столбнячной палочки в онкологии для борьбы с плотными новообразованиями, трудно поддающиеся всем известным методам лечения. Считается, что в тканях таких новообразований вследствие их недостаточного снабжения кислородом создаются благоприятные условия для размножения столбнячной палочки, которую можно модифицировать таким образом, чтобы она стала продуцентом цитотоксических метаболитов и разрушала опухоль изнутри.